# ويليام إل. توماس
ويليام إل. توماس (بالإنجليزية: William L. Thomas)‏ هو قاضي أمريكي، ولد في 1967 في يونيونتاون في الولايات المتحدة.